# درک ردموند
درک ردموند (انگلیسی: Derek Redmond؛ زادهٔ ۳ سپتامبر ۱۹۶۵) دونده سرعت اهل بریتانیا بود.
وی در مسابقات کشوری و بین‌المللی در مجموع برندهٔ ۲ مدال طلا، ۱ مدال نقره شده‌است.